# Dream SMP
Dream SMP（ドリームSMP、DSMP、旧称: Dream Team SMP）は、招待制のサバイバルマルチプレイヤー（SMP）の『Minecraft』のサーバーである。
YouTuberのドリームとGeorgeNotFoundによって企画され、Minecraftのコンテンツクリエイターたちによるロールプレイが行われた。彼らは自身の架空のキャラクターとして、ゆるやかなストーリーラインのなかでプレイを行った。参加者たちはTwitchおよびYouTubeで配信を行い、本サーバーは人気のMinecraftのウェブシリーズとなった。このサーバーは、2023年4月10日をもって正式に閉鎖された。

## 歴史とプロット
Dream SMPは、ドリームとGeorgeNotFoundによって作成され（ホスティングはbadboyhaloが担当）、2020年4月または5月に始まった。これは当初、数人の友人だけのための小規模なサーバーであった。新型コロナウイルスおよびTwitchやYouTubeの多様なチャンネルでのコラボレーションによって、急速に人気を獲得した。
このサーバーには、仲間のMinecraftのYouTuberであるSapnapやトミー・イニットなどが出演しており、彼らは自らをゆるやかにベースとしたキャラクターを演じていた。彼らは政治的権力や希少なアーティファクトをめぐって長期の対立を繰り広げた。
ほとんどの内容は即興劇であり、主要なプロットポイントのみが事前にゆるく台本化されていた。初期の多くのストーリー展開を計画したWilbur SootはInsiderのインタビューで、「私は一連のプロットのフックと結びつくべきポイントを書き出すが、それらをつなぐための対話やコメディはすべて即興でやっている」と語った。このサーバーは2021年8月の時点で20以上の時代と30人以上のキャラクターを擁していた。初期のストーリーラインは『ハミルトン』に着想を得ており、このミュージカルは複数回サーバーメンバーによって言及されている。
プロットの中では、キャラクターは最大3回まで死ぬことができ、それ以降は恒久的に死亡扱いとなった。一部のメンバーは、自分の幽霊版を含む複数のキャラクターを演じた。ドリームは、DreamXDという名のDream SMPの神を演じるために別のMinecraftアカウントを使用しており、このキャラクターはクリエイティブモードへの正規アクセス権を持っていた。
ディスク・サーガはサーバー内で最長のストーリーアークであり、TommyInnitが所有する2枚の希少な音楽ディスクを中心とした一連の事件で構成されていた。サーガを通して、ドリームや他のキャラクターたちはこのディスクの所有権を巡って争い、互いに対して交渉材料として用いた。ディスク・サーガは2021年1月にドリームが投獄される形で完結した。TommyInnitによるこの出来事のTwitchの配信は同時視聴者数が65万以上に達し、Twitch史上3番目に高い同時視聴者数を記録した。

L'Manburgの旗

別の争いは、ウィルバー・スートがアメリカ人以外のプレイヤーたちのためにゲーム内で分離国家の「L'Manburg」を設立したことで勃発した。この国は「グレーター・Dream SMP国家」から独立を宣言し、独立戦争に勝利した。L'Manburgはその後、大統領選挙を実施し、架空の政党「SWAG2020」と「POG2020」による白熱したロールプレイによる討論が行われた。SWAG2020の副大統領候補だったGeorgeNotFoundが欠席した際、同党の大統領候補だったクァキティは即席でjschlattと「SchWAG2020」連立政党を結成。この連立政党が46パーセントの得票で選挙に勝利した。2021年1月、L'Manburgは侵略を受け、破壊され、永久に解体された。
ロールプレイの要素と全体的なプロットに強く焦点を当てたこのサーバーは、大きな注目を集めた。『PC Gamer』のリッチ・スタントンによると、「L'Manburgは、その国家に旗どころか国家もあるという点まで、プレイヤーたちに非常に真剣に受け止められていた」と述べられている。『ワイアード』のセシリア・ダナスタシオは、このプロットをライブ演劇にたとえ、「マキアヴェリ的な政治ドラマ」と表現した。『Polygon』のライアン・ブロデリックは、このサーバーのプロットを「アニメのテンポで描かれるバカバカしい『ゲーム・オブ・スローンズ』のようだ」とし、物語に登場するキャラクターたちについては「WWEの物語の中でジョン・シナがジョン・シナというレスラーを演じているのと似ている」と評した。『ザ・ヴァージ』のジュリア・アレクサンダーは、ディスク・サーガをドリームとTommyInnitによる支配権をめぐる戦いにおける、「善と悪の劇的な物語」と表現した。
2022年の『バラエティ』誌のインタビューにおいて、ドリームはDream SMPを実際のゲームというよりもMinecraftを物語の媒体として使っているだけであると述べた。GeorgeNotFoundもこれに続き、Dream SMPの配信中は実際には本当にMinecraftを「プレイしているわけではない」と語った。
2022年11月、TommyInnitとTubboはTwitch上で11月10日から13日まで連続で4回の配信を行い、これをDream SMPシーズン1のフィナーレと呼んだ。これら4つの配信は、Tubbとジャック・マニフォールドによってサーバーが爆破される場面で完結した。配信の最後では、ドリーム、TommyInnit、Tubboが新しいワールドに登場し、それまでの出来事の記憶を失っていた。Tubboはその後、今後のすべてのフィナーレ配信はサーバーの爆破で終わると発表し、それを「The Event」と名付けた。同じ配信内で、シーズン2がシーズン1への言及を含む可能性があることにも言及した。
2023年3月、ドリームはシーズン2はおそらく存在しないだろうと発表した。それを受けてキャプテン・パフィーは、サーバー上のさまざまな時期に撮影された300枚以上の画像を自身のウェブサイトで公開した。
2023年4月10日には、複数のメンバーがSMPで協力し、エンダードラゴン（Minecraftにおけるボス）を倒す配信を行った。このドラゴンはそれまでドリームのルールによってアクセスできなかった存在であった。

## 文化的影響
Dream SMPは大きな支持を集め、人気のあるfandomを獲得した。ライブイベントには何十万人もの視聴者が集まった。そのストーリーラインはドキュメンタリー風の動画で分析されており、例えばMatPatはこのシリーズを「ゲームを通じた物語的ストーリーテリング」と表現している。BroderickはDream SMPの前例のない成功を、そのストーリーの見せ方にあるとし、「視聴者が自ら監督になるような仕組みで、どのバージョンの物語に焦点を当てるかを配信を通じて選べるという深いアイデアだ」と評している。2021年9月、ザ・ヘッチンガー・レポートのBenjamin Heroldは、Dream SMPが「COVID-19パンデミック中、多くの子どもたちが社会とつながりを持ち続けるのを助けた」と述べた。
このサーバーのストーリーラインはファンアート、ファンフィクション、アニメーションやオンラインのミュージカルに影響を与えた。オンラインクリエイターとしては珍しいことに、ドリームは自身についてのファンフィクションが書かれることを奨励しており、それが最終的に自身のキャリアにとってプラスになるとしている。注目すべきファン製作者としては、フィリピン出身のSad-istがいる。彼女はサーバーの出来事を音楽や音声クリップを使ってアニメーション化している。
タンブラーでDream SMPのファンダムをネタにしたちょっとしたジョーク投稿から、「Penis SMP」と呼ばれる独自のプロットと伝承を持つファンメイドのサーバーが誕生した。
2021年7月24日、ロンドンで行われた反ワクチン運動デモにおいて、ドナルド・トランプの旗の横にL'Manburgの旗が掲げられているのが確認された。

### 大衆文化
『ザ・ヴァージ』はDream SMPを「世界的現象」と表現し、Dream SMPのファンが大量のファンフィクション、ファンアート（WolfytheWitch、SAD-istなど）そしてファンソング（Derivakat、Precious Jewel Amor、kroh、Knight of Endale、Amanda Faganなどの作品）を制作していると述べている。注目すべきファン作品として、『Archive of Our Own』に掲載されたDream SMP関連のファンフィクションシリーズ『Heat Waves』があり、同サイトでkudosの上位3位に入っている。この作品はGlass Animalsの楽曲「Heat Waves」をタイトルの由来としており、この曲がオーストラリアの2020年トリプルJ・ホテスト100で1位を獲得した理由の一つとされている。
Dream SMPは2021年末、Spotify Wrappedにおいてジャンルとして記載された。このジャンルは、サーバー内の出来事に基づいたファン制作の音楽、Dream SMPメンバー自身が制作した音楽、Dream SMPの配信で使用された音楽を含んでおり、主に似たファン層を持つYouTuberによる音楽を包括する総称として使われていた。このジャンルに含まれるアーティストは、Glass Animals、Wilbur Soot、トビー・フォックス、Derivakatおよびアレック・ベンジャミンなどがいる。
このサーバーにはKSI、Vikkstar123、LazarBeam、ニンジャ、リル・ナズ・X、ポキメイン、Corpse Husband、MrBeastなど、複数の著名なゲストスターが訪れた。MrBeastはサーバー内でゲームを開催し、Dream SMPメンバーが探すための100000ドル相当のギフトカードを隠し、それをTubboが優勝した。

## キャスト
以下の一覧は、主に『Dot Esports』の記事に基づいて作成されている。

### メインキャスト

#### 設立メンバー
- ドリーム
- Callahan
- GeorgeNotFound
- Sapnap

#### 後に参加したメンバー

##### 2020年に参加
- Antfrost
- BadBoyHalo
- CaptainPuffy
- ConnorEatsPants
- Eret
- Fundy
- HBomb94
- JackManifoldTV
- jschlatt
- Karl Jacobs
- LazarBeam
- Nihachu
- Ph1LzA
- Ponk
- Punz
- Purpled[10]
- Quackity
- Ranboo
- Skeppy
- TommyInnit
- Tubbo
- Vikkstar123
- Wilbur Soot
- Technoblade

##### 2021年に参加
- BoomerNA
- Eryn
- Foolish Gamers
- Hannah
- Michaelmcchill
- Slimecicle
- TinaKitten
- NoicinMC

##### 2022年に参加
- Aimsey
- Seapeekay[33]

### 元メンバー
- ItsAlyssa（2020年；理由不明、Dreamが彼女にサーバーの新しいIPアドレスを教えなかったため、複数の理由で離脱）
- Jikishi（2021年；グルーミング疑惑により追放された） [34]
- Manatreed（2022年；離脱） [35]
- Technoblade（2020年-2022年；死去により離脱） [36]

### ゲスト出演
- Andrea Botez
- Corpse Husband
- Dream's sister（TommyInnitに「Drista」とニックネームを付けられた）[注釈 3]
- Iskall85[注釈 4]
- JustaMinx
- JustVurb[注釈 5]
- KSI[注釈 6]
- Tubboの妹で、オンライン名はLanuSky[注釈 7]
- リル・ナズ・X
- Michael Clifford（5 Seconds of Summerのメンバー）
- MrBeast[注釈 8]
- ニンジャ
- ポキメイン
- Karl Jacobsの兄、Sean[注釈 9]
- Skeppyのアシスタント、Lya（Skeppyの妹のふりをしていた）[注釈 10]
- Onilexy
- Spifey
- Cypher
- Ph1LzAの妻で、オンライン名はMisstrixtinのKristin[注釈 11]